# Schizophyllaceae
Schizophyllaceae là một họ nấm trong bộ Agaricales. Họ nấm này bao gồm hai chi, tương ứng với bảy loài. Loài phổ biến, phân bố rộng rãi nhất trong họ là Schizophyllum commune, thuộc chi Schizophyllum. Loài này có đặc điểm ngoại hình gần giống với nấm sò Pleurotus, nhưng kích thước chỉ nhỏ bằng một phần năm nấm sò.